# تود براونينغ
تود براونينغ (بالإنجليزية: Tod Browning)‏ هو كاتب سيناريو ومخرج وممثل أمريكي، ولد في 12 يوليو 1880 بلويفيل في الولايات المتحدة، وتوفي في 6 أكتوبر 1962 بسانتا مونيكا في الولايات المتحدة.

## أعمال

### أفلام
- (1932) فريكس

## وصلات خارجية
- تود براونينغ على موقع IMDb (الإنجليزية)
- تود براونينغ على موقع الموسوعة البريطانية (الإنجليزية)
- تود براونينغ على موقع ألو سيني (الفرنسية)
- تود براونينغ على موقع أول موفي (الإنجليزية)
- تود براونينغ على موقع قاعدة بيانات الأفلام السويدية (السويدية)
- تود براونينغ على موقع إن إن دي بي (الإنجليزية)
- تود براونينغ على موقع قاعدة بيانات الفيلم (الإنجليزية)
- تود براونينغ على موقع كينوبويسك (الروسية)